# Meglenoromán nyelv

A keleti újlatin nyelvek déli csoportja
Aromán nyelv
Meglenoromán nyelv

Vlach Moglena régió

A meglenoromán egy, a tudományos körökben „meglenorománok”-nak nevezett népesség nyelvjárásainak csoportja. Státusza vitatott. Egyes nyelvészek, például Alexandru Graur , önálló nyelvnek tekintik, amely a keleti újlatin nyelvekhez tartozik, a román, az aromán és az isztroromán nyelvvel együtt. Más nyelvészek véleménye az, hogy ez csak a román nyelv egyik dialektusa, a dákoromán, az aromán és az isztroromán dialektus mellett. Ezek között nincs egység a meglenoromán státuszát illetően a többi dialektussal szemben.
A meglenorománt ma már csak kb. 2800 személy beszéli, és ezt az elnevezést nem használja a nyelvet beszélő népesség. A kifejezést nyelvészek alkották, mégpedig abból a nézőpontból, hogy ez tulajdonképpen a román nyelv egyik dialektusa. Beszélői magukat vlaș „vlachok”-nak nevezik (egyes számban vla vagy vlau̯), nyelvüket pedig azt mondva határozzák meg, hogy vlășește „vlachul” beszélnek. Eredetileg a vlaș nem saját népnév, hanem a szomszédos népek nevezik így őket, és ők magukévá fogadták.
A meglenorománt a görögországi Közép-Makedónia régióban, Észak-Macedóniában, Romániában és Törökországban beszélik.

## Külső nyelvtörténet és a kutatások története
A meglenoromán nyelv története kevésbé ismert, mint a többi keleti újlatin nyelvé, mert nincsenek régóta fennmaradt szövegek ezen a nyelven. Miközben az aromán nyelv elsőként legkésőbb a 10. században vált le a protoromán nyelvről, a meglenorománról azt feltételezik, hogy másodikként vált le róla, feltehetően a 12. vagy a 13. században, amikor beszélői északról érkezve Moglenában telepedtek le, a Vardar folyó völgyébe.
A meglenoromán nyelvről szóló első említést Johann Georg von Hahn osztrák diplomata és filológus tette 1867-ben, és ugyanakkor megállapította, hogy különbözik az aromán nyelvtől, bár nem nevezte meg ezeket, csupán mint két nyelvjárásról írt róluk. Gustav Weigand  német nyelvész volt a nyelv első kutatója. Megkülönböztetendő a dákoromántól, az aromántól és az isztroromántól, elnevezte „Meglen”-nek, és ő jegyzett le és közölt először szövegeket ezen a nyelven.
Ovid Densusianu  úgy vélte, hogy a meglenorománok a Dunától északra fekvő területről származnak, és nyelvüket az ottani románhoz közelinek látta. A mai kutatók közül Petar Atanasov  ért egyet ezzel, a meglenorománt a dákoromán archaikusabb stádiumának tekintve. Ezzel ellentétben Sextil Pușcariu a Dunától délre fekvő területekről származóknak tartotta a meglenorománokat, nyelvüket és az arománokét a román nyelv keleti ágába sorolta, a dákorománt és az isztrorománt pedig a nyugatiba. Theodor Capidan  és Gheorghe Ivănescu  egyetlen déli dialektusba sorolta a meglenorománt és az arománt. Alexandru Philippide , Alexandru Rosetti  és Matilda Caragiu Marioțeanu is közelibbnek látták a meglenorománt az arománhoz, mint a dákorománhoz. Ion Coteanu  a meglenorománt az aromán területi változatának vélte, és ez utóbbit más nyelvnek a románnal szemben. Van olyan feltételezés is, hogy a meglenoromán komplex, dákoromán és aromán eredetű.
A Weigand által közzétett szövegek után megjelentek még Pericle Papahagi  és Ion Aurel Candrea  népi irodalmi gyűjteményei. Legutóbb, az 1990-es években, Dionisie Papatsafa és Dumitru Ciotti jelentettek meg szövegeket.
Csak egyetlen nem népi irodalmi írás létezik meglenoromán nyelven, a selyemhernyók tenyésztéséről szóló könyvecske, román írással és román jövevényszavakkal.
1862 és 1912 között volt néhány kísérlet a román vagy/és az aromán nyelv bevezetésére az oktatásba és a román használatára a meglenorománoknak szóló ortodox liturgiába.

## Beszélők száma és földrajzi eloszlásuk
Az első adat a meglenorománok számáról Weigandtól származik, aki 1892-ben 14 000 személyre becsülte. A különböző későbbi becslések közül a legnagyobb szám 30 000, ami 1904-ből származó adat. Ez a szám folyamatosan csökkent a 20. század első felében végbement történelmi események során, amikor Moglena háborús színtér volt, a Balkán-háborúktól kezdve a Görög polgárháborúig. Ezek megtörték a meglenorománok addig viszonylag tömör közösségét, és előidézték szétszóródásukat lakosságcserék és több országba való kivándorlások által: a volt Jugoszláviába (Macedóniába, de még a Vajdaságba is), Törökországba, Romániába. A 20. század második felében a társadalmak modernizációja felgyorsította a meglenorománok szétszóródását sokuk városokba költözése, de még Nyugat-Európába kivándorlása nyomán is. Ezek a jelenségek számos meglonoromán a többségi lakosságba való beolvadását okozták, beleértve vegyes házasságok útján is.
A meglenoromán beszélőinek számáról csak Görögországra és Észak-Macedóniára vonatkozó becslés van, mely 2 800 személyről szól. Ezek főleg a görögországi Közép-Makedónia közigazgatási régióban, ahol Moglena történelmi régió van, Kilkísz és Péla regionális egységekben élnek, L’úmniță (Σκρα – Szkra), Cúpă (Κούπα – Kúpa), Țărnaréca (Κάρπη – Kárpi), Oșíń (Αρχάγγελος – Arhángelosz), Birislắv (Περίκλεια – Períkleja) Lundzíń (Λαγκάδια – Lagkádia) és Nắnti vagy Nǫ́nti (Νότια – Nótia) helységekben. Észak-Macedóniában gyakorlatilag csak Gevgelija városban beszélik még a nyelvet, ahova az Umă (Хума – Huma) egykor meglenoromán többségű falu lakosságának  csaknem egésze költözött.

## A nyelv helyzete a 21. század elején
A meglenoromán nyelv jó helyzetben volt a 20. század elejéig, a beszélői hagyományos falusi életmódjának és falvaik elszigeteltségének köszönhetően. Hiányzott a nyelv írásbelisége, de ugyanakkor a beszélői iskolázottsága is, amely csak a városokban, az akkoriban a régiót uraló török állam hivatalos nyelvén történt. Ezért a családokon belül és a falvakban a lakosok csak anyanyelvükön beszéltek. Csupán azok a férfiak voltak két- vagy háromnyelvűek, akik a városokba jártak; ők hoztak idegen elemeket a nyelvükbe.
A bekövetkező történelmi események és társadalmi jelenségek elindították a nyelv kihalásának folyamatát, amit felgyorsított a beszélői iskolázása, de más nyelven, mint az anyanyelvük. Ehhez az is hozzájárul, hogy a nyelvnek nincs presztízse a beszélői szemében, főleg a fiatalokéban, akik boldogulásuk lehetőségét csak a többség nyelvét beszélve látják.
Nagyon kevés kulturális vagy egyéb szerveződési forma van a meglenorománok körében, amint az megvan az arománok, de még az isztrorománok esetében is. Cerna faluban például (Tulcea megye), az egyetlen olyan romániai helységben, ahol meglenoromán eredetű a lakosok többsége, egy „Altona” nevű hagyományőrző együttes és egy „Altona” egyesület létezik, amelyekben a helybéli „Panait Cerna” általános iskola tanulói vesznek részt. Ez a három entitás és a helyi családok foglalkoznak a meglenoromán kulturális hagyaték megőrzésével. A meglenoromán kihalófélben van, amint azt jelenléte tükrözi a A világ veszélyeztetett nyelveinek UNESCO atlaszában.

## Területi változatok
Mindegyik meglenorománok lakta falunak megvan a maga nyelvjárása, melyeket többféleképpen csoportosítanak. Van egy két csoportra való felosztás: az egyikbe Umă és Țărnareca tartozik, a másikba L’umniță, Cupă, Oșiń, Birislăv, Nǫnti és Lundziń. Egy másik felosztás három csoportról szól, amelyben Lundziń külön szerepel. Bizonyos nyelvi vonásoknak megfelelően egyéb csoportosítások is vannak: Țărnareca az összes többivel szemben, L’umniță és Cupă a többivel szemben, Umă és Lundziń a többivel szemben. A jövevényszavak tekintetében ellentétbe helyezhetőek külön a görögországi, a macedóniai és a romániai nyelvjárások.

## Hangtan és átírás
A meglenoromán nyelv beszédhangjainak rendszere nem egységes. Viszonylag jelentős különbségek vannak a nyelvjárások között.

### Magánhangzók
A meglenoromán magánhangzó fonémái a következők:
|                   |                       |                       |                       |                       |                       |
| Nyíltság          | Elöl képzettség       | Elöl képzettség       | Elöl képzettség       | Elöl képzettség       | Elöl képzettség       |
| Nyíltság          | Elöl képzettek        | Félig elöl képzettek  | Középen képzettek     | Félig hátul képzettek | Hátul képzettek       |
| Zártak            | \| i u e o ə ɛ ɔ a \| | \| i u e o ə ɛ ɔ a \| | \| i u e o ə ɛ ɔ a \| | \| i u e o ə ɛ ɔ a \| | \| i u e o ə ɛ ɔ a \| |
| Zárthoz közeliek  | \| i u e o ə ɛ ɔ a \| | \| i u e o ə ɛ ɔ a \| | \| i u e o ə ɛ ɔ a \| | \| i u e o ə ɛ ɔ a \| | \| i u e o ə ɛ ɔ a \| |
| Félig zártak      | \| i u e o ə ɛ ɔ a \| | \| i u e o ə ɛ ɔ a \| | \| i u e o ə ɛ ɔ a \| | \| i u e o ə ɛ ɔ a \| | \| i u e o ə ɛ ɔ a \| |
| Közepesek         | \| i u e o ə ɛ ɔ a \| | \| i u e o ə ɛ ɔ a \| | \| i u e o ə ɛ ɔ a \| | \| i u e o ə ɛ ɔ a \| | \| i u e o ə ɛ ɔ a \| |
| Félig nyíltak     | \| i u e o ə ɛ ɔ a \| | \| i u e o ə ɛ ɔ a \| | \| i u e o ə ɛ ɔ a \| | \| i u e o ə ɛ ɔ a \| | \| i u e o ə ɛ ɔ a \| |
| Nyílthoz közeliek | \| i u e o ə ɛ ɔ a \| | \| i u e o ə ɛ ɔ a \| | \| i u e o ə ɛ ɔ a \| | \| i u e o ə ɛ ɔ a \| | \| i u e o ə ɛ ɔ a \| |
| Nyíltak           | \| i u e o ə ɛ ɔ a \| | \| i u e o ə ɛ ɔ a \| | \| i u e o ə ɛ ɔ a \| | \| i u e o ə ɛ ɔ a \| | \| i u e o ə ɛ ɔ a \| |
| i u e o ə ɛ ɔ a   |                       |                       |                       |                       |                       |

A meglenoromán beszédhangok átírása nem egységes a kutatók körében. Ebben a szócikkben Theodor Capidanét használjuk. Eszerint a magánhangzók a következők:
| Magánhangzó | Leírás                                                 | Átírás |
| ----------- | ------------------------------------------------------ | ------ |
| /a/         | röviden ejtett á                                       | a      |
| /e/         | magyar ë                                               | e      |
| /i/         | magyar i                                               | i      |
| /o/         | magyar o                                               | o      |
| /u/         | magyar u                                               | u      |
| /ə/?*       | mint az angol about ’-ról/-ről’ szó első magánhangzója | ă      |
| /ɛ/         | magyar e                                               | ę      |
| /ɔ/?*       | mint a német voll ’egész’ magánhangzója                | ǫ      |

#### Hangsúlyos magánhangzók
Hangsúlyos szótagban, több nyelvjárásban úgy az /ǝ/, mint a románbeli  /ɨ/?* megfelelője az /ɔ/: lăsǫ́ (román lăsắ) ’hagyott’, lǫ́nă (lấnă) ’gyapjú’.
Umă és Țărnareca falvak nyelvjárásában az /ǝ/ megmaradt, beleértve mint a román /ɨ/ megfelelője is: lắnă ’gyapjú’.
L’umniță nyelvjárásában az /ɔ/ is [o]-ként realizálódik, következésképpen a más nyelvjárásokbeli /ɔ/-nak és /ǝ/-nak, valamint a román /ɨ/-nak felel meg: mónă vs. mǫ́nă, mắnă, román mấnă ’kéz’.
Az /ɛ/ együtt létezik az [e̯a] kettőshangzóval Lundziń nyelvjárásában (fę́tă/fe̯átă ’lány’) és ellentétben áll az /e/-vel Lundziń, Cupă, L’umniță, Oșiń és Birislăv nyelvjárásaiban: vidém ’látunk’ vs. vidę́m ’láttunk’.
A hangsúlyos /a/, /e/, /i/, /o/, /ɔ/ és /u/ magánhangzók hosszúak (kivéve Umă és Țărnareca nyelvjárásaiban): āpu [aːpu] ’víz’, cămēș [kǝmeːʃ] ’ingek’, sīn [siːn] ’mell, emlő’, sōră [soːrǝ] ’lánytestvér’, grǭn [grɔːn] ’búza’, sūflit [suːflit] ’lélek’.

#### Hangsúlytalan magánhangzók
A románnal ellentétben a latin nyelvből örökölt szavakban hangsúlyos szótag előtt a magánhangzók záródtak:
- a > ă: ăbínă rom. albină ’méhecske’;
- e > i: țitáti rom. cetate ’vár’ (erődítmény);
- o > u: purcár rom. porcar ’kanász’.

L’umniță nyelvjárásában a szókezdeti /ǝ/ m vagy n előtt [ạ]-ként realizálódik. Ezt Capidan jegyzi így, és úgy írja le, hogy /a/ és /ə/ közötti, közelebb az /a/-hoz. Példák: ạmpirát ’császár’, ạnțili̯ắg ’értek’.
Hangsúlyos szótag után is ugyanazok a magánhangzók záródnak, de az /a/ megmarad, amikor határozott artikulus: cásă ’ház’ vs. cása ’a ház’.

### Kettőshangzók
Mindegyik meglenoromán nyelvjárásban megvannak az [aw], [ew], [iw] és [ow] ereszkedő, valamint a [ja], [je], [jo] és [ju] emelkedő kettőshangzók. Ezekben a [w] átírása u̯, a [j]-je i̯.
Különböző nyelvjárásokban egyéb kettőshangzók is vannak:
- [o̯a] (Lundziń, Oșiń, Birislăv, Cupă): so̯ári ’nap’ (az égitest);
- [e̯a] (Lundziń, Oșiń, Birislăv, Cupă): fe̯átă ’lány’;
- [wǝ] (L’umniță, Cupă): fu̯ăc ’tűz’;
- [jǝ] (L’umniță, Cupă): ạnțili̯ắg ’értek’.

A kettőshangzók átírását illetően van egy kis különbség Atanasov és Capidan között, amennyiben az utóbbi nem írja át külön írásjelekkel az e̯-t és az o̯-t.

### Mássalhangzók
A meglenoromán 26 mássalhangzóval rendelkezik:
|              | Ajak-ajak hang | Ajak-foghang | Fogmederhang | Fogmederentúli hang | Palatális hang | Hátsó ínyhang | Hangszalagréshang |
| ------------ | -------------- | ------------ | ------------ | ------------------- | -------------- | ------------- | ----------------- |
| Orrhang      | m              |              | n            |                     | ɲ              |               |                   |
| Zárhang      | p b            |              | t d          |                     | kʲ ɡʲ          | k ɡ           |                   |
| Zár-rés hang |                |              | t͡s d͡z        | t͡ʃ d͡ʒ               |                |               |                   |
| Réshang      |                | f v          | s z          | ʃ ʒ                 |                |               | h                 |
| Pergőhang    |                |              | r            |                     |                |               |                   |
| Oldalréshang |                |              | l            |                     | ʎ              |               |                   |

A mássalhangzók leírása és átírása:
| Mássalhangzó | Leírás                          | Átírás    | Átírás      |
| Mássalhangzó | Leírás                          | Capidan   | P. Atanasov |
| ------------ | ------------------------------- | --------- | ----------- |
| /p/          | magyar p                        | p         | p           |
| /b/          | magyar b                        | b         | b           |
| /t/          | magyar t                        | t         | t           |
| /d/          | magyar d                        | d         | d           |
| /k/          | magyar k                        | c         | c           |
| /kʲ/         | –                               | chi̯       | k’          |
| /ɡʲ/         | –                               | ghi̯       | g’          |
| /t͡s/         | magyar c                        | ț vagy ts | ț           |
| /d͡z/         | magyar dz                       | dz        | d̦           |
| /t͡ʃ/         | magyar cs                       | tš        | č           |
| /d͡ʒ/?*       | –                               | dž        | ǧ           |
| /m/          | magyar m                        | m         | m           |
| /n/          | magyar n                        | n         | n           |
| /ɲ/          | magyar ny                       | ń         | ń           |
| /r/          | magyar r                        | r         | r           |
| /f/          | magyar f                        | f         | f           |
| /v/          | magyar v                        | v         | v           |
| /s/          | magyar sz                       | s         | s           |
| /z/          | magyar z                        | z         | z           |
| /ʃ/          | magyar s                        | ș         | ș           |
| /ʒ/          | magyar zs                       | j         | j           |
| /h/          | magyar h                        | h         | h           |
| /hʲ/         | –                               | h’        | h’          |
| /l/          | magyar l                        | l         | l           |
| [ʎ]?*        | mint a ly a palóc nyelvjárásban | l’        | l’          |

Megjegyzések:
- Szó végén a /l/ veláris hang (hátsó ínyhang) felé közelít. Ezt az ł betűvel írják át: cał ’ló’, crieł ’ész’.
- A /h/ nem maradt meg az örökölt szavakban és a régi jövevényszavakban, például Umă falu nevében, de megvan újabb jövevényszavakban, pl. hutel ’szálloda’.
- A /d͡z/ vs. /z/ és /d͡ʒ/ vs. /ʒ/ ellentétek csak Țărnarecában maradtak fenn, a többi nyelvjárásban a zár-rés hangok réshangokba mentek át: frundză/frunză ’falevél’, džoc/joc ’játék, tánc’.

### Eltérő hangtani fejlődések a latinból a románba, illetve a meglenorománba
| Latin                                                                         | Román                        | Meglenoromán                                                     |
| ----------------------------------------------------------------------------- | ---------------------------- | ---------------------------------------------------------------- |
| szókezdeti [a]: HABĒMUS >                                                     | az [a] fennmaradása: avem    | az [a] gyakori kiesése: vem ’van nekünk’                         |
| szókezdeti [o]: OC(U)LUS >                                                    | az [o] fennmaradása: ochi    | [wo]: u̯ócl’u ’szem’ (a látószerv)                                |
| hangsúlyos [e] ajakhang után és [i]-s, [e]-s vagy [u]-s szótag előtt: MELUM > | [ǝ]: măr                     | az [e] fennmaradása: mer ’almafa’                                |
| hangsúlyos [e] ajakhang után és [a]-s szótag előtt: ME(N)SA >                 | [a]: masă                    | az [e] diftongálása: me̯ásă ’asztal’                              |
| [v] + hangsúlyos [e] vagy [i]: VĪVUS >                                        | a [v] fennmaradása: viu      | a [v] palatalizációja (nem rendszeres): ghiu̯ ’élő’               |
| [m] + hangsúlyos [e]: MEDIUS >                                                | a [m] fennmaradása: miez     | az [m] palatalizációja (nem rendszeres): ńez ’bél’ (pl. kenyéré) |
| [p] + hangsúlyos [e] vagy [i]: PĔCTUS >                                       | a [p] fennmaradása: piept    | a [p] palatalizációja (nem rendszeres): chi̯épt ’mell’            |
| [f] + hangsúlyos [e] vagy [i]: FERRUM >                                       | a [f] fennmaradása: fier     | [j], ritkábban [hʲ]: i̯er, h’er ’vas’                             |
| [k] + hangsúlyos [e] vagy [i]: CAELUM >                                       | [t͡ʃ]: cer                    | [t͡s]: țer ’ég(bolt)’                                             |
| [ɡ] + hangsúlyos [e] vagy [i]: GĔNER >                                        | [d͡ʒ]: ginere                 | [z], ritkábban [d͡z]: zíniri, dzíniri ’vő’                        |
| [l] + hangsúlyos [e] vagy [i]: LĔPOREM >                                      | [j]: iepure                  | az [l] palatalizációja: l’épuri ’nyúl’                           |
| [l] [k] után: ORĬCLA >                                                        | a [l] kiesése: ureche        | az [l] palatalizációja: ure̯ácl’ă ’fül’                           |
| [l] [ɡ] után: IŬG(U)LO >                                                      | a [l] kiesése [l]: înjunghii | az [l] palatalizációja: júngl’u ’beledöfök’                      |
| [n] + hangsúlytalan [e]: VĪNE̯Á >                                              | a [n] kiesése [n]: vie       | az [n] palatalizációja: vińă ’szőlő(ültetvény)’                  |

### Egyéb hangtani sajátosságok
- A románban meglévő főnevek és melléknevek hímnem többes szám [ʲ][34] képzője, valamint a kijelentő mód jelen idő egyes szám második személy [ʲ] ragja kiesik [p], [b], [f], [v] és [m] után anélkül, hogy ezek változnának: lup rom. lupi ’farkasok’, fitšór rom. feciori ’legények’, ạntréb rom. întrebi ’kérdezel’.
- Umă és Țărnareca nyelvjárásaiban a megfelelő végződés [ǝ] lesz olyan mássalhangzó-csoportok után, amelyek második eleme [t͡s], [d͡z], [t͡ʃ], [d͡ʒ], [ʃ] (Țărnarecában [ɡʲ], [ɲ], [ʎ] is): múl’ță rom. mulți ’sok’, árșă rom. arși ’égettek’, dórńă ’alszol’.
- Umă nyelvjárásában e végződésnek [i] felel meg más mássalhangzó-csoportok vagy félhangzó + mássalhangzó-csoportok után, mint amelyeknek a második eleme [t͡s], [d͡z], [t͡ʃ], [d͡ʒ] vagy [ʃ]: ál’bi ['aʎbi] ’fehérek’, nui̯bi ['nujbi] ’találkozol’.
- Umă és Țărnareca nyelvjárásaiban a mássalhangzó-csoport utáni -u végződés minden mássalhangzó-csoport után megvan (álbu rom. alb ’fehér’, múltu rom. mult ’sok’, ruptu rom. rupt ’szakadt’), miközben a többi nyelvjárásban és a románban csak olyan csoportok után, melyek utolsó eleme [l] vagy [r]: áflu ’megtudom’, sócru ’após’.
- A szóvégi zöngés mássalhangzók zöngétlenednek (vi̯et rom. văd ’látok’, ves rom. vezi ’látsz’, alp rom. alb ’fehér’, rǫ́t rom. râd ’nevetek’), de ezt általában nem jelzi az átírás.

## Grammatika
A meglenoromán nyelv nyelvtani szerkezete különbözik valamennyire a románétól egyrészt egyes archaikus vonások révén, másrészt szomszédos nyelvek hatása miatt.

### Alaktan
Alaktani szempontból a meglenoromán nyelv úgy szintetikus, mint analitikus vonásokat mutat, valamint macedón hatásokat. Az arománnak is van rá hatása, főleg Țărnareca nyelvjárásában.

#### A főnév
Az egyes szám
Hímnem egyes számban a főnév végződhet:
- mássalhangzóra: lup ’farkas’, fitšór ’legény’;
- [w]-ra: bóu̯ ’ökör’;
- [u]-ra (l vagy r utolsó tagú mássalhangzó-csoport után minden nyelvjárásban, akármilyen második tagú mássalhangzó-csoport után Umă és Țărnareca nyelvjárásaiban): sócru ’após’, chi̯éptu ’mell’.

A latin hangsúlytalan [e] záródása miatt, úgy hímnemben, mint nőnemben vannak [i]-re végződő főnevek: múnti hn. hegy, pustińitáti nn. ’pusztaság’. A többi nőnemű főnév -ă végződésű: cásă ’ház’, fe̯átă ’lány’.
A többes szám
A többes számú alak nem különbözik az egyes számútól a hímnem egyes számban hangsúlyos magánhangzó + p, b, f, v, ț, z, tš, ș, j, l’, i̯, ń vagy r-e végződő főnevek esetében: lup ’farkas’ – lup ’farkasok’, fitšór ’legény’ – fitšór ’legények’. A más mássalhangzóra vagy más mássalhangzó + i-re végződő főnevek többes számának jele a mássalhangzó változása: i̯ed – i̯ez ’gidák’, bărbát – bărbáț ’férfiak’, cał – cal’ / cai̯ ’lovak’, fráti – fraț ’fivérek’. A -ri-re végződő főnevek többes számát az i kiesése jelzi: l’épuri – l’épur ’nyulak’.
Az -u [u] végződésű főnevek többes számában ez -i [i]-re vált: sócru – sócri ’apósok’, u̯ócl’u – u̯ócl’i ’szemek’.
Az -ă-re végződő nőnemű főnevek többes száma általában -i képzős: cásă – cási ’házak’. Egyes ilyen főneveknél az -ă-t megelőző mássalhangzó(k) változik/változnak: fúrcă – fúrchi ’villák’, gắscă – gắști ’libák’. Azon mássalhangzók, amelyek az -i kiesését okozzák hímnemben, ezt teszik nőnemben is: límbă – limb ’nyelvek’. Egyes főnevek esetében a szótő magánhangzója is váltakozik: vácă – văț ’tehenek’.
A semlegesnemű főnevek között, amelyek, mint a románban, hímneműek egyes számban és nőneműek többesben, egyeseknek van jellegzetes semlegesnemű képzője, az -ur: loc – lócur ’helyek’.
A hímnem többes szám -i [i] képzője, amely a fentebb említett esetekben kiesik, újból megjelenik a határozott artikulus előtt: fitšóril’ ’a legények’, fráțil’ ’a fivérek’.
A török nyelvből eredő -a-ra vagy -ă-ra végződő főnevek többes számának lehet -z a képzője, az előző magánhangzó pedig hangsúlyos: avlíi̯a – avlíur vagy avlii̯áz ’udvarok’, căsăbắ – căsăbắz ’városok’.
Az esetek kifejezése többnyire analitikus.
A birtokos esetet általában a lu határozott névelőből származó változatlan alakúvá vált elöljárószóval fejezik ki. Mindhárom nemben használják és mindkét számban, úgy a tulajdonnevek, mint a köznevek esetében. Ez utóbbiak, ha nőneműek vagy hímnem egyes számúak, kötelezően határozatlan névelősök vagy határozott artikulusosok. A hímnem többes számúak használhatók ilyenek nélkül is:
| cása lu | bărbátu un bărbát fe̯áta ună fe̯átă Piștól fráțil’ draț fe̯átili | a férfi egy férfi a lány egy lány Piștol a fivérek az ördögök a lányok | háza |

Csupán Țărnareca nyelvjárásában vannak a határozott artikulus ragozásával kifejezett birtokos esetű alakok. Ezek elé a románban is létező birtokos névelő kerül: ạu̯ țárlui fitšór ’a császár fia’, tái̯fa a fe̯átil’ei̯ ’a lány csapata’.
A részeshatározói esetet a la elöljáró fejezi ki, általában artikulus nélküli főnévvel: la bărbát ’a férfinak’, la fe̯átă ’a lánynak’, la Piștól ’Piștolnak’, la fráț ’a fivéreknek’, la fe̯áti ’a lányoknak’.
A tárgynak nincs jele, annyi sem, mint a románban, amelyben a tárgyi funkciójú személyt megnevező köznevek és tulajdonnevek elé a pe elöljárót teszik: Urdínă-l’ă ascheríl’ rom. Îi pune în rând pe soldați ’Felsorakoztatja a katonákat’.
A megszólító eset kifejezhető semmiféle jel nélkül is, de raggal is: ạmpirat ’császár’ – ạmpiráti! vagy, ritkábban, ạmpirátuli! ’te császár!’ (hn.), sóră ’nővér, húg’ – su̯ắru! ’nővérem!, húgom!’

#### Az artikulusok
A határozatlan névelő alakjai un (hn.), únă (nn.) ’egy’. A románnal ellentétben, ezeket nem ragozzák. Többes számú határozatlan névelő csak egyes nyelvjárásokban létezik, alakja níști vagy níștă.
A határozott artikulus:
- hímnem és semlegesnem egyes számban:
  - mássalhangzóra végződő főnevekkel – ritkábban -l, gyakrabban az ez elé teendő -u- kötőhang, amelyből tulajdonképpeni artikulus lett (fitšóru vagy fitšórul ’a legény’), de Țărnarecában -lu: fitšórlu;
  - -u-ra végződő főnevekkel – -u (ebben az esetben az artikulusos alak azonos az anélkülivel) vagy -l: córbu(l) ’a holló’;
  - -i-re végződő főnevekkel – -li: șárpili ’a kígyó’;
- nőnem egyes számban – -a, amely helyettesíti az -ă végződést: cása ’a ház’;
- hímnem többes számban – -l’ vagy -i̯: cucóțil’ vagy cucóții̯ ’a kakasok’; Țărnarecában -l’ă: fráțl’ă ’a fivérek’;
- nőnem és semlegesnem többes számban – -li: măńli ’a kezek’, lócurli ’a helyek’; Țărnarecában -l’ă: măńl’ă, lócurl’ă.

#### A melléknév
A meglenoromán melléknév a fokozása tekintetében különbözik némileg a romántól. A felsőfokot lehet a mai̯ / ma határozószó + határozott artikulusos melléknévvel, vagy mutató névmás + mai̯ + határozott artikulus nélküli melléknévvel alakítani: mai̯ míca fę́tă rom. cea mai mică fată ’a legkisebb lány’, țéla mai̯ mári rom. cel mai mare ’a legnagyobb’. Țărnarecában a felsőfok a macedón nyelvből átvett nai̯- előképzővel alakul: nai̯márli ’a legnagyobb’.

#### A számnév
A tőszámnevek ugyanazok, mint a románban, beleértve a 10-nél nagyobb számok alakítását:
1 un (hn.), úna (nn.)
2 doi̯ (hn.), dǫ́u̯ă / dǫ́u̯ / du̯áu̯ (nn.)
3 tréi̯
4 pátru
5 ținț
6 șási
7 șápti
8 u̯ópt
9 nǫ́u̯/nǫ́u̯ă
10 záți / ze̯áți / dzáți (az utóbbi Țărnarecában)
11 únspreț / únsprăț
12 dǫ́u̯spreț / dǫ́u̯sprăț
20 dǫ́u̯zǫ́ț
21 dǫ́u̯zǫ́tšiun
100 úna sútă
1000 úna míl’ă
2000 dǫ́u̯ míl’
1.000.000 un miliún
Ezeknek a számneveknek lehet határozott artikulusuk (a románban ugyanazokban az esetekben mutató névelőjük): pricázma lu dói̯l’ fráț rom. povestea celor doi frați ’a két testvér meséje’.
A sorszámnevek, az ’első’-nek megfelelően kívül, általában úgy alakulnak, hogy a tőszámnévhez hozzáadják a -li határozott artikulust nemtől függetlenül, eléjük pedig a la elöljáró kerül: la dǫ́u̯li ór ’a második alkalom, másodszor’, la tréi̯li cáł ’a harmadik ló’. Țărnareca nyelvjárásában az artikulus alakja -l’ă, és van külön nőnemű alak is: la tréi̯a dzúu̯ă grí ’a harmadik napon szólt’. A príma ’első’ a latinból örökölt, miközben a románban ugyanaz jövevényszó a latinból. Ennek Țărnarecában a görög eredetű prot, pro̯átă a megfelelője.

#### Névmások

##### A személyes névmás
A meglenoromán személyes névmások alakjai a következők:
| Személy | Személy | Alanyeset                              | Részes eset            | Részes eset                               | Tárgyeset      | Tárgyeset                      |
| Személy | Személy | Alanyeset                              | hangsúlyos             | hangsúlytalan                             | hangsúlyos     | hangsúlytalan                  |
| ------- | ------- | -------------------------------------- | ---------------------- | ----------------------------------------- | -------------- | ------------------------------ |
| E/1     | E/1     | i̯ó; L’umniță-ban íu̯ă; Umă-ban i̯éu̯ ’én’ | la míni ’nekem’        | ạń, ńi, ńă, ń                             | míni ’engem’   | mi                             |
| E/2     | E/2     | tú ’te’                                | la tíni ’neked’        | ạț, -ț; Țărnarecában țu, ță               | tíni ’téged’   | ti                             |
| E/3     | hn.     | i̯éł; L’umniță-ban i̯ắł ’ő’              | la i̯éł/i̯ắł ’neki’      | ạľ, ăľ; Cupă-ban ại̯, l’; Țărnarecában l’ă | i̯eł/i̯ắł ’őt’   | la, al, -l; Țărnarecában ạu̯, u |
| E/3     | nn.     | i̯á ’ő’                                 | la i̯á ’neki’           | ạľ, ăľ; Cupă-ban ại̯, l’; Țărnarecában l’ă | i̯á ’őt’        | ạu̯, ău̯, u                      |
| T/1     | T/1     | nói̯ ’mi’                               | la nói̯ ’nekünk’        | na, nă                                    | nói̯ ’minket’   | na, nă                         |
| T/2     | T/2     | vói̯ ’ti’                               | la vói̯ ’nektek’        | va, vă                                    | vói̯ ’titeket’  | va, vă                         |
| T/3     | hn.     | i̯éľ; L’umniță-ban i̯ắľ ’ők’             | la i̯éľ, la i̯ắľ ’nekik’ | la, lă; Țărnarecában l’ă                  | i̯éľ/i̯ắľ ’őket’ | l’a, l’ă, ạl’, -ľ              |
| T/3     | nn.     | i̯áli ’ők’                              | la i̯áli ’nekik’        | li; Țărnarecában l’ă                      | i̯áli ’őket’    | i                              |

Példák mondatokban:
I̯ó s-mi dúc ’Én el fogok menni’;
Țe faț tu? ’Mit csinálsz te?’;
Ạț mi ru̯ắg ’Kérlek téged’ (szó szerint ’Neked magamat kérem’);
Ạu̯ ạntribáră ’Megkérdezték tőle’ (szó szerint ’Őt megkérdezték’).

##### A visszaható névmás
Az első és a második személyű visszaható névmások a hangsúlytalan személyes névmásokkal azonosak:
I̯ó s-mi dúc ’Én el fogok menni’ (szó szerint ’Én hogy magamat vigyem’);
Ạț mi ru̯ắg ’Kérlek téged’ (szó szerint ’Neked kérem magamat’);
S-nă ubidím căsmétu ’Próbáljunk szerencsét’ (szó szerint ’Hogy próbáljuk magunknak a szerencsét’).
Harmadik személyben is csak hangsúlytalan alakja van, si (változata ți):
si ạnsurǫ́ ’megnősült’ (szó szerint ’magát megnősülte’);
ạń ți máncă ’éhes vagyok’ (szó szerint ’nekem evődik’);
si si dúcă ’menjen el’ (szó szerint ’hogy magát vigye’).
Az utóbbi példában az első si a kötőmódra jellemző kötőszó. Ezen homonímia miatt a visszaható névmás kieshet. Következésképpen kontextustól függően si dúcă jelentheti azt, hogy ’menjen el’, de azt is, hogy ’vigyen (vmit)’.

##### A birtokos névmás/determináns
A meglenoromán birtokos névmás/determináns alakjai:
| Birtokos(ok) | Birtokos(ok) | Birtok(ok)             | Birtok(ok)        | Birtok(ok)                          | Birtok(ok)               | Birtok(ok)        |
| Birtokos(ok) | Birtokos(ok) | Hímnem egyes szám      | Hímnem egyes szám | Nőnem egyes szám                    | Hímnem többes szám       | Nőnem többes szám |
| Birtokos(ok) | Birtokos(ok) | Hangsúlyos             | Hangsúlytalan     | Nőnem egyes szám                    | Hímnem többes szám       | Nőnem többes szám |
| ------------ | ------------ | ---------------------- | ----------------- | ----------------------------------- | ------------------------ | ----------------- |
| Személy      | E/1          | méu̯; L’umniță-ban mi̯ău̯ | -ńu               | me̯á                                 | melʼ; L’umniță-ban mi̯ắl’ | me̯áli             |
| Személy      | E/2          | tǫ́u̯; Țărnarecában atắu̯ | -tu               | (-)ta (hangsúlyos és hangsúlytalan) | tǫ́lʼ                     | táli              |
| Személy      | E/3          | lúi̯                    | -su               | -sa (csak hangsúlytalan)            | –                        | –                 |
| Személy      | T/1          | nóstru                 | –                 | no̯ástră                             | nóștri                   | no̯ástri           |
| Személy      | T/2          | vóstru                 | –                 | vo̯ástră                             | vóștri                   | vo̯ástri           |
| Személy      | T/3          | lor                    | –                 | lor                                 | lor                      | lor               |

Hangsúlyos alakban ezek a szavak névmások és determinánsok is lehetnek, a hangsúlytalanok viszont csak determinánsok. A hangsúlyos determinánsok legtöbbször a főnév előtt állnak (ellentétben a románnal), a hangsúlytalanok pedig mindig a főnév mögött. Példák szószerkezetekben és mondatokban:
Méu̯ fitšór tári ăi̯ ’A fiam ilyen’;
Dǫ́-ń l’a tǫ́l’ cǫ́ń ástăz, i̯ó si-ț l’a dáu̯ mél’ la tíni ’Add nekem a kutyáidat ma, én majd odaadom neked az enyéimet’;
Ni tátă-ńu… ni tšítšăl’ mi̯ắl’ nú rau̯ spuvidátš ’Sem az apám… sem a nagybácsijaim nem voltak gyóntatók’;
lúi̯ mul’ári ’felesége’;
no̯ástră casă ’házunk’.

##### A mutató névmás/determináns
A románnal ellentétben a meglenoromán mutató névmás alakjai nem különböznek a mutató determinánséitól:
|                 | Egyes szám                         | Egyes szám                        | Többes szám                        | Többes szám                                                 |
| Hímnem          | Nőnem                              | Hímnem                            | Nőnem                              |                                                             |
| --------------- | ---------------------------------- | --------------------------------- | ---------------------------------- | ----------------------------------------------------------- |
| Közelre mutató  | țísta; Țărnarecában (i̯)éstu, aístu | țe̯ástă; Țărnarecában i̯ástă, aístă | țíșta; Țărnarecában (i̯)éști, aíști | țe̯ásti, țe̯áști; Lundzińban țę́sti; Țărnarecában i̯ásti, aíste |
| Távolra mutató  | țéla                               | țe̯á                               | țél’a                              | țe̯áli                                                       |
| Megkülönböztető | lant                               | lántă                             | lańț, lanț                         | lánti                                                       |
| Megkülönböztető | țélalant                           | țe̯álantă                          | țél’alanț, țél’lanț                | țe̯álilanti                                                  |

Determinánsi funkcióban ezek a szavak majdnem mindig a főnév előtt állnak, amely lehet határozott artikulusos vagy anélküli. Előfordul az is, hogy a determinánshoz kötődik az artikulus. Példák szószerkezetekben és mondatokban:
țísta u̯óm (artikulus nélkül) ’ez az ember’;
țíșta cál’ (artikulus nélkül) ’ezek a lovak’;
Dáț la éstu óm tắnti pári (artikulus nélkül) ’Adjatok ennek az embernek ennyi és ennyi pénzt’;
Ạntribǫ́ țéla chirchézu (artikulusos főnévvel) ’Megkérdezte az a cserkesz’;
lántă u̯áră (artikulus nélkül) ’máskor’;
țe̯álilantili surór (artikulusos determinánssal) ’a többi nővér’ (szó szerint ’a másikok nővérek’).

##### A kérdő/vonatkozó névmás
A meglenorománban két olyan szó van, amely ugyanabban az alakban lehet kérdő névmás vagy vonatkozó névmás: cári ’ki, melyik, aki, amely(ik), ami’ és țe / ți ’mi, aki, amely(ik), ami’. Mindkettő vonatkozhat személyre is, élettelenre is, nemtől és számtól függetlenül, a kontextustól függően. Példák:
Cári ăi̯ cóla, brá? ’Ki van ott, hé?;
Vizú un u̯óm cari vinde̯á ’Meglátott egy embert, aki árult;
Țí faț? ’Mit csinálsz?’;
mul’áre̯a țe ti ạnsuráș ’az az asszony, akivel megnősültél’.
Cári részeshatározóként analitikus alakú (la cári ’kinek, melyiknek, akinek, amely(ik)nek, aminek’), de van szintetikus birtokos esetű alakja is (cúrui̯). Példák:
La cári trițe̯á pri cóla, la tóț dădeá bustán ’Akinek arra járt, mindnek adott dinnyét’;
Ve̯á un fráti la cári l’i rá núme̯a… ’Volt egy fivére, akinek a neve … volt’;
Dăráț un lúcru mușát și cúrui̯ lúcru ăs íi̯ă má mușát, … ’Csináljatok valami szép dolgot, és akié a legszebb lesz…’

##### Határozatlan névmások és determinánsok
Néhány meglenoromán határozatlan névmás és/vagy determináns:
- cáfcu (macedón jövevényszó) ’milyen, miféle’: Cáfcu tšóu̯li țér tu, Téghi̯u? ’Milyen cipőt akarsz te, Teghiu?’
- cǫ́t ’amennyi, akármennyi’: Cǫ́t si țe̯áră, tú să-l’ dái̯ ’Amennyit kérni fog, annyit adj neki’;
- cǫ́ta ’ennyi, annyi’: Di cǫ́ta mai̯ bún nú si po̯áti ’Ennél jobban nem lehet’;
- cǫ́țva, cǫ́tiva ’néhány’: cǫ́tiva búț di ápu ’néhány hordó víz’;
- cutári ’ez és ez’: – Țí zúu̯ă să u fáțim núnta? – Zúu̯a cutári ’– Melyik napon legyen a lakodalom? – Ezen és ezen a napon’;
- i̯ér (török jövevényszó, hangsúlytalan változatai e és i) ’minden, mindegyik’: iér zúu̯ă / i zuu̯ă ’minden nap’, e săptămǫ́nă ’minden héten’;
- i̯er-cári ’akármelyik’;
- i̯er-țí, e-țí ’akármelyik, akármilyen’: e-țí om ’akármelyik/akármilyen ember’;
- niscắn ’valamennyi, valamicske, egy kevés, egy kicsi’: Rămási áncă niscắn ’Maradt még valamennyi’, Zăstắi̯, si be̯áu̯ niscắn ’Várj, hadd igyak egy kicsit’;
- níști…, níști ’egyesek…, mások’: Níști cu sápa, níști cu cárte̯a ’Egyesek a földet művelik, mások könyvekkel foglalkoznak’ (szó szerint ’Egyesek a kapával, egyesek a könyvvel’);
- sfáca / sfácă (macedón jövevényszó) ’minden, mindegyik’: sfácă u̯óm ’mindegyik ember’, sfáca dzúu̯ă ’minden nap;
- tári / ftári ’ilyen, olyan’: Méu̯ fitšór tári ăi ’A fiam ilyen’, Si fę́si ftári grǫ́n,… ’Olyan búza termett,…’;
- tắntu (e. sz.), tắnti (t. sz.) ’ennyi és ennyi’: Dáț-l’a la éstu óm tắnti pári ’Adjatok ennek az embernek ennyi és ennyi pénzt’;
- tot / tut, to̯átă, toț, to̯áti ’az egész, mind, az összes’: Tót cunácu ársi ’Leégett az egész uradalom’;
- țivá ’semmi’: – Țé mi vér, bré fărtáti? – Nú, țivá, țivá ’Mit akarsz tőlem, bátyám? – Semmit, semmit’;
- țivá-gode̯á (második eleme macedón) ’valami’: Țéla si duțe̯á si spárgă țivá-gode̯á ’Az ment valamit elrontani’;
- vrin, vrínă ’valami, valamelyik’: vrínă metšcă ’valami nőstény medve’.

#### Az ige

##### Igenemek
Az igenemeket illetően a meglenoromán ige lehet cselekvő és visszaható.
A visszaható ige kötőmód harmadik személyű alakja esetén a visszaható névmás (si) elhagyható. Funkcióját betölti homonimája, a si kötőszó: si si dúcă / si ducă ’menjen el’, si spe̯álă ’mosakodjon’, si bátă ’verekedjen’.
A szenvedő igenemet esetleg visszaható igével fejezik ki, azt is nagyon ritkán. Helyettük cselekvő igés szerkezetet preferálnak, például lǫ́na si spe̯álă (visszaható igével, szó szerint ’a gyapjú megmosódik’) helyett u spél’ lǫ́na (szó szerint ’megmosod a gyapjút’).

##### Igeszemlélet és igejelleg
A meglenoromán átvette a macedón nyelvtől az igeszemlélet és az igejelleg a szláv nyelvekre jellemző kifejezését, főleg a magyar igekötőknek megfelelő előképzőkkel:
- du- a befejezett szemléletet fejezi ki (a cselekvés befejezettségét): … pănă nú duárdi lumináre̯a, i̯o nú mor ’… amíg el nem ég a gyertya, én nem halok meg’;
- iz- is a befejezett szemléletet fejezi ki: Țéla purcáru la izbătú ’Az a kanász elverte’;
- pri- a cselekvés megismétlését fejezi ki: Nú la pót priflári ’Nem tudom újra megtalálni’;
- pru- az inkoatív igejelleget fejezi ki (a cselekvés kezdőfélben való voltát): Al’ pruuu̯ắ găl’ína ’A tyúk elkezdett tojni neki’;
- pu- mennyiségileg vagy minőségileg korlátozott cselekvést fejez ki: Di ca putricú piștáru, i̯á cățǫ́ si-l’ dúnă ’Miután a halárus egy kicsit eltávolodott, ő elkezdte összeszedni (a halakat)’;
- răz- / răs- inkoatív előképző: Ca ạntrǫ́ ăn núntru, si răsțăpǫ́ frátili ’Miután bement, a fivér elkezdett kiabálni’;
- ză- is inkoatív: Lúpu si zăbucurǫ́ ’A farkas örvendezni kezdett’.

Egyazon ige több előképzővel is ellátható, különböző igeszemléleteket vagy igejellegeket kifejezendő. Például a măncári ’enni’ igéből a zămăncári ’enni kezdeni’ (inkoatív) és a dumăncári ’megenni’ igéket lehet képezni.
Igeszemléletre jellemző szuffixumok is vannak: -că- és -dă- a folyamatos igeszemléletre, valamint -cn- és -dn- a befejezettre. Példák ezekkel jelzett igepárokra:
- vicăíri – vicníri: Țéla picuráru lǫ́ să vicăi̯áscă… ’Az a pásztor elkezdett kiáltani’ – Și vicní țéla picuráru… ’És elkiáltotta magát az a pásztor…’;
- budăíri – budníri: Cálu cățǫ́ si budăi̯áscă ’A ló elkezdett futni’ – Si budní și i̯éł după tšítšă-sa ’Ő is futva elindult a nagybácsija után’.

##### Igemódok, igenevek, igeidők és igeragozás
B. P. Narumov szerint a meglenorománban három igemódot (kijelentő mód, kötőmód és felszólító mód), valamint három igenevet (főnévi, határozói és melléknévi) lehet alakjuk szerint megkülönböztetni. Az igeidők szerinte a következők:
- kijelentő módban: jelen, folyamatos múlt, egyszerű múlt, összetett múlt és régmúlt;
- kötőmódban: jelen, múlt és folyamatos múlt.

Ugyanaz a szerző szerint a kijelentő mód jövő időnek, a feltételes mód jelen időnek és a feltételes mód múlt időnek nincs jellegzetes alakja, de ki vannak fejezve fent említett igealakokkal és körülírásokkal.
Petar Atanasov ezeken kívül megkülönbözteti a kijelentő mód jövő időt, a kötőmód régmúlt időt, a feltételes mód jelen időt és a feltételes mód folyamatos múlt időt. Megemlíti még a latin VOLO ’akarok’ + főnévi igenév szerkezetet, amely a meglenorománban a feltételező mód múlt időt fejezi ki.
Mint a román igéket, a meglenoromán igéket is hagyományosan a latinból örökölt négy igeragozási csoportba sorolják. Kijelentő mód és kötőmód jelen időben, valamint felszólító módban, az első és a negyedik csoportban kétféle ige van: úgynevezett „szuffixum nélküli” és „szuffixumos”.
Főnévi igenév
| 1. csoport         | 1. csoport         | 2. csoport     | 3. csoport     | 4. csoport        | 4. csoport                    |
| szuffixum nélküli  | szuffixumos        | 2. csoport     | 3. csoport     | szuffixum nélküli | szuffixumos                   |
| ------------------ | ------------------ | -------------- | -------------- | ----------------- | ----------------------------- |
| căntári ’énekelni’ | lucrári ’dolgozni’ | căde̯ári ’esni’ | bátiri ’verni’ | durmíri ’aludni’  | sirbíri ’szolgálni, dolgozni’ |

A 4. csoportban egyes igék főnévi igenévi képzője nem -íri, hanem -ǫ́ri. Ezt az előtte levő ț, tš, ș, z vagy j mássalhangzó okozza. Példák: ạmpărțǫ́ri ’osztani’, nărăntšǫ́ri ’parancsolni’, sfărșǫ́ri ’befejezni’, ạncălzǫ́ri ’melegíteni’, prăjǫ́ri ’sütni’.
A főnévi igenévnek van -ri nélküli, rövid alakja is. Ezt ritkán használják és, ellentétben a románnal, nem kerül eléje az a partikula.
A főnévi igenévnek többféle használata van:
- Modális igével: Ti póț dúțiri ’Elmehetsz’, Trubăi̯á jutári țístu óm ’Segíteni kellett ennek az embernek’.
- A di elöljáróval a magyar ’-ható/-hető’-vel képzett melléknévnek felel meg: Nú-i̯ di viruíri ’Nem hihető el’.
- Megnevezi a cselekvést, a magyar igékből képzett főneveknek megfelelően: Si údi lătrári di cắni ’Kutyaugatás hallatszik’.
- Macedón, albán és aromán szerkezetek hatására az állítmány cselekvését közvetlenül megelőző cselekvést fejez ki:

Únă culcári, zădurmíi̯ ’Amint lefeküdtem, elaludtam’ (szó szerint ’Egy lefeküdni, elaludtam’);
Cu viníri cásă, si discălțắ și si culcắ ’Amint hazajött, levette a cipőjét és lefeküdt’ (szó szerint ’Hazajönnivel …’).
Kijelentő mód jelen idő
| cǫ́nt   | lucréz   | cad   | bat   | dorm   | sirbés    |
| cǫ́nț   | lucréz   | caz   | baț   | dorm   | sirbéș    |
| cǫ́ntă  | lucre̯áză | cádi  | báti  | do̯ármi | sirbe̯áști |
| căntǫ́m | lucrǫ́m   | cădém | bátim | durmím | sirbím    |
| căntáț | lucráț   | cădéț | bátiț | durmíț | sirbíț    |
| cǫ́ntă  | lucre̯áză | cad   | bat   | dorm   | sirbés    |

Megjegyzések:
- Az 1. és a 4. ragozási csoport második alcsoportjában az igető mögé négy személyalakban az -éz, -e̯áz-, illetve az -és, -e̯áșt- szuffixumok kerülnek (a táblázatban félkövér betűkkel).
- Azok az első csoportbeli igék, amelyek egyes szám első személyben -u-ra, második személyben pedig -i-re végződnek, alternatív ragokkal is rendelkeznek ezen személyekben. Ezek a macedón nyelvből származnak: ántru / ántrum ’bemegyek’, ántri / ántriș ’bemész’.
- A 4. csoportban az -ǫ́ri-ra végződő főnévi igenevű szuffixumos igéknek a szuffixumaiban is megvan az -ǫ́: ạmpărțǫ́s ’osztok’, tușǫ́ș ’köhögsz’ stb.

A kijelentő mód folyamatos múlt idő hasonlít a román megfelelőjére úgy alakja, mint használata tekintetében:
| căntám ’énekeltem’ | căde̯ám ’estem’ | băte̯ám ’vertem’ | durme̯ám ’aludtam’ |
| căntái̯             | căde̯ái̯         | băte̯ái̯          | durme̯ái̯           |
| căntá              | căde̯á          | băte̯á           | durme̯á            |
| căntám             | căde̯ám         | băte̯ám          | durme̯ám           |
| căntáț             | căde̯áț         | băte̯áț          | durme̯áț           |
| căntáu̯             | căde̯áu̯         | băte̯áu̯          | durme̯áu̯           |

A meglenorománban a kijelentő mód egyszerű múlt idő sokkal gyakoribb, mint a románban, és formailag részben hasonlít az arománbelihez. A múltban befejezett cselekvést fejez ki, használata hasonlít a magyarból kihalt elbeszélő múltéra: ’énekelék’, ’elesék’ stb.
| căntái̯  | căzúi̯  | bătúi̯  | durmíi̯  |
| căntáș  | căzúș  | bătúș  | durmíș  |
| căntǫ́   | căzú   | bătú   | durmí   |
| căntǫ́m  | căzúm  | bătúm  | durmím  |
| căntáț  | căzúț  | bătúț  | durmíț  |
| căntáră | căzúră | bătúră | durmíră |

Az 1. és a 4. csoporthoz tartozó igék esetében a többes szám első és második személy alakja azonos a jelen időbeli megfelelő személyű alakokkal.
A 3. csoportban van egy alcsoport, amelyhez hangsúlyos tövű igék tartoznak, szemben a fenti példákkal, amelyekben a hangsúly a ragokon van. Példa:
| dúțiri ’vinni’ |
| -------------- |
| dúș            |
| dúsiș          |
| dúsi           |
| dúsim          |
| dúsiț          |
| dúsiră         |

A beszélt nyelvben ennek az igeidőnek más a jelentése, mint az összetett múltnak. Az egyszerű múlt azt fejezi ki, hogy a beszélő biztosat állít, mivel szemtanúja volt az eseménynek: G’órg’i viní din América ’G’org’i eljött Amerikából’.
A kijelentő mód összetett múlt idő általában úgy alakul, mint a románban, a ve̯ári ’birtokolni’ segédige kijelentő mód jelen idejű alakjával, de specifikus, különböző jelentései is vannak az egyszerű múlttal szemben, amelyet ugyanolyan gyakran használnak. Jelentéseit a segédige helyével fejezi ki: a lexikális (fogalmi) jelentésű ige melléknévi igenévi alakja előtt vagy mögött:
A melléknévi igenév előtt a segédigének ugyanazok az alakjai, mint amikor megvan a lexikális jelentése, és hangsúlyos:
| ám ái̯ ári vém / vi̯ém véț / vi̯éț / áu̯ | căntát(ă) căzút(ă) bătút(ă) durmít(ă) |

Az ă-s melléknévi igenév, amely szokásosan a nőnem egyes számú alak, de ebben az esetben nincs ilyen grammatikai jelentése, Umă és Țărnareca nyelvjárásaira jellemző.
A melléknévi igenév előtti segédigével az összetett múlt is a múltban befejezett cselekvést fejez ki, mint az egyszerű múlt, de olyat, amelynek a beszélő nem volt szemtanúja, hanem utólag konstatálta személyesen, hogy megtörtént: G’órg’i ári vinítă din América ’G’órg’i eljött Amerikából’.
A melléknévi igenév mögé tett segédigének rövid, hangsúlytalan alakjai vannak:
| căntát căzút bătút durmít | -am -ai̯ -au̯ -am -aț -au̯ |

Ezzel az igealakkal a beszélő azt fejezi ki, hogy nem volt szemtanúja az eseménynek, nem is konstatálta utólag személyesen, hogy megtörtént, hanem közölték vele: G’órg’i vinít-ău̯ din América ’(Azt mondják, hogy) G’org’i eljött Amerikából’.
Megjegyzések:
- A segédigének van kiejtési változata: -ăm, -ăi̯, -ău̯, -ăm, -ăț, -ău̯.
- A mozgást kifejező tárgyatlan igék az íri létigével is tehetők összetett múltba, és ekkor a melléknévi igenév nemben és számban egyezik az alannyal. Ez a szerkezet megvan más újlatin nyelvekben, például a franciában, bár a meglenoromán esetében macedón hatásról van szó. Példa a viníri ’jönni’ igével:

| sam / săm i̯eș ăi̯ / i̯ásti im iț sa / să | vinít vinítă viníț viníti |

- Van egy kétszer összetett múlt idejű alak is, a ve̯ári segédige összetett múltjából + a lexikális jelentésű ige melléknévi igenevéből. Ez előidejűséget fejez ki más összetett múlt idejű igéhez képest: Tu vút-ăi̯ măncát cǫn vinít-ău̯ i̯ắł ’Te már ettél, amikor eljött ő’.[24]

A kijelentő mód régmúlt idő egészen másként alakul, mint a románban. A meglenorománban ez analitikus igealak, összetétele a ve̯ári segédige folyamatos múlt idejű alakja + a lexikális jelentésű ige melléknévi igeneve. Ez is egybeesés nyugati újlatin nyelvekben, például a franciában létező szerkezettel, de ugyancsak macedón hatásnak tudható be. Példa:
| ve̯ám ve̯ái̯ ve̯á ve̯ám ve̯áț ve̯áu̯ | căntát căzút bătút durmít |

A régmúlt idő is alakulhat az íri ’lenni’ segédigével + egyeztetett melléknévi igenév, tárgyas igék esetében is, ami szintén a macedónból átvett tükörszerkezet. Példa a măncári ’enni’ igével:
| rám rái̯ rá rám ráț ráu̯ | măncát măncátă măncáț măncáti |

Formailag megkülönböztethető kijelentő mód jövő idő csak Țărnareca nyelvjárásában van. Szerkezete a vre̯ári ’akarni’ ige kijelentő mód jelen idő egyes szám 3. személyű va / vă alakból származó változatlan alakú ă + a si / să kötőszó + a lexikális jelentésű ige kötőmód jelen idejű alakja (lásd lentebb). Az ă + a kötőszó összevont alakban is létezik: ăs. Példák: ă si nă gustím ’jót fogunk enni’, ăs l’áu̯ ’venni fogok’.
Más eszköze a jövő idő kifejezésének a ve̯ári ’birtokolni’ segédige kijelentő mód jelen időben ragozott alakjai + a lexikális jelentésű ige kötőmód jelen időben: am si véd ’látni fogok’.
A leggyakoribb eszköze a jövő idő kifejezésének maga a kötőmód jelen idő. Használata esetében szükséges a kontextus ahhoz, hogy észlelni lehessen a jövő idejű jelentést. Példák:
I̯ó si va ’ncurún, ca napcúm si fáțiț făme̯ál’ ’Én össze foglak titeket esketni, hogy újból gyerekeket szüljetek’;
Táț, mul’ári, ca si ti turés ăn váli! ’Hallgass, asszony, mert be foglak dobni a völgybe!’
A kötőmód jelen idő alakja nagyon hasonlít arra, amely a románban van:
| să cǫ́nt ’énekeljek’ | să lucréz   | să cád   | să bát   | să dórm   | să sirbés    |
| să cǫ́nț             | să lucréz   | să cáz   | să báț   | să dárm   | să sirbéș    |
| să cǫ́ntă            | să lucre̯áză | să cádă  | să bátă  | să do̯ármă | să sirbe̯áscă |
| să căntǫ́m           | să lucrǫ́m   | să cădém | să bátim | să durmím | să sirbím    |
| să căntáț           | să lucráț   | să cădéț | să bátiț | să durmíț | să sirbíț    |
| să cǫ́ntă            | să lucre̯áză | să cádă  | să bátă  | să do̯ármă | să sirbe̯áscă |

Megjegyzések:
- Az első igeragozási csoportban az összes személyalak azonos a kijelentő mód jelen idejű alakokkal.
- Ugyanabban a csoportban, ugyanazon igék esetében itt is megvannak az -um és -iș kijelentő mód jelen időben létező alternatív ragok: să ántru / să ántrum ’menjek be’, să ántri / să ántriș ’menj be’.
- A să kötőszó megvan si változatban is, amely a következő szóval összekötve s- alakban is létezik: să mi dúc ’menjek el’, si ạncálic ’szálljak lóra’, s-na dúțim ’menjünk el’. A s- zöngéssé válhat, ha zöngés mássalhangzó követi: z-vin ’jöjjek el’.

A kötőmód múlt idő másként mint a románban, a ve̯ári ’birtokolni’ segédige kötőmód jelen idejű alakjaiból és a lexikális jelentésű ige melléknévi igenevéből alakul:
| să / si | am ái̯ ái̯bă vém véț ái̯bă | căntát căzút bătút durmít |

Capidan és P. Atanasov szerint van kötőmód folyamatos múlt idő is, a kijelentő mód folyamatos múlt idő alakjából, mely előtt a să / si kötőszó áll: si căntám. P. Atanasov szerint a meglenorománban még kötőmód régmúlt idő is van, a kijelentő mód régmúlt idejű alakjából.
A felszólító mód egyes szám 2. személy alakja azonos a kötőmód jelen idő egyes szám 3. személy alakjával, és a tiltó alak azonos a parancsoló alakkal egyes számban is, nemcsak többes számban, miközben a románban az egyes számú tiltó alak azonos a főnévi igenévvel. Egyetlen különbség van a kötőmód jelen idő egyes szám 3. személyű alakhoz képest: a 4. csoport szuffixumos alcsoportjához tartozó igék esetében a szuffixum -e̯á-ra rövidül le, és a rag nulla.
| (nu) cǫ́ntă! ’(ne) énekelj!’ | (nu) lucre̯áză! | (nu) cádi!  | (nu) báti!  | (nu) dórm!  | (nu) sirbe̯á! |
| (nu) căntáț!                | (nu) lucráț!   | (nu) cădéț! | (nu) bátiț! | (nu) durmíț | (nu) sirbíț! |

A feltételes mód jelen idő a vre̯ári ’akarni’ segédige kijelentő mód jelen idő egyes szám 3. személyű alakjából (vre̯á), amely változatlan marad a ragozás folyamán, és a lexikális jelentésű ige kötőmód jelen idejű alakjaiból alakul: vre̯á să cǫ́nt ’énekelnék’.
Kifejezik még a kijelentő mód jelen idejű alakkal, amely elé a macedón eredetű ácu kötőszót (cú változattal) teszik: ácu / cú cǫ́nt ’ha énekelnék’. Egy másik macedón kötőszóval is kifejezik ugyanazt, de az ige kötőmód jelen idejű alakjával: túcu si cǫ́nt. Mondatban: Túcu si-ń fácă țe̯ásti tšǫ́fti Dómnu u̯ói̯, cári si tre̯ácă pri u̯á, nú la lás nidát ’Ha az Úr juhokká változtatná nekem ezeket a varjakat, akárki erre járna, nem hagyom úgy elmenni, hogy nem adok neki valamit’.
A feltételes mód folyamatos múlt idő alakja a kötőmód múlt időé, előtte a változatlan vre̯á segédigével: vre̯á să ám căntát ’énekeltem volna’.
E mód múlt ideje az ácu / cú + kijelentő mód folyamatos múlttal, és a túcu + kötőmód folyamatos múlttal is kifejezhető: ácu / cú căntám vagy túcu si căntám ’ha énekeltem volna’. Mondatban: Túcu si dám la tóț, la míni nu rămăne̯á țivá ’Ha mindenkinek adtam volna, nekem nem maradt volna semmi’.
A meglenorománban is megvan a feltételező mód, akárcsak a románban, de másként alakul. Jelen idejének alakja vă (a vre̯ári ’akarni’ ige kijelentő mód jelen idő egyes szám 3. személyű alakja) + a lexikális jelentésű ige főnévi igeneve: I̯ăł vă tăl’ári le̯ámni cló ’Talán fát vág ott’.
A feltételező mód múlt idő alakja vă + ve̯ári ’birtokolni’ + melléknévi igenév: Țe̯áști pipérchi să to̯áti ársi, vă ve̯ári căzútă brúmă ’Ez a paprika nagyon meg van csípve, biztosan dér volt’. Ez a jelentés az íri ’lenni’ segédigével is kifejezhető: Vă íri culcát ’Talán lefeküdt’.
A határozói igenév kevéssé használt. A latinból örökölt képzője mögött van még egy (-ăra, változatai -ura és -urle̯á), amely eredete ismeretlen. Példák: plăngǫ́ndăra ’sírva’, lăgǫ́ndura ’futva’, stinindurle̯á ’sóhajtva’.
A melléknévi igenév hasonló a román megfelelőjéhez (lásd fentebb a melléknévi igenévvel alakított igealakokat). Különbözik a 4. csoportbeli r, ț, tš, ș, z vagy j-re végződő tövű igék melléknévi igeneve: urǫ́t ’gyűlölt’, ạmpărțǫ́t ’osztott’, nărăntšǫ́t ’parancsolt’, ișǫ́t ’kijött’, ạncălzǫ́t ’melegített’, prăjǫ́t ’sütött’.

### Mondattan
A meglenoromán mondattani rendszere is mutat macedón hatásokat.

#### A főnévi csoport
Macedón hatásra a főnévi csoport szórendje általában determináns vagy/és melléknévi, avagy birtokos esetű főnévi jelző + főnév: méu̯ stăpǫ́n ’gazdám’, țísta drác(u) ’ez az ördög’, ună no̯áu̯ă cásă ’egy új ház’, lu ạmpirátu íl’ă ’a császár lánya’.
A mutató determinánst a leggyakrabban határozott artikulusos főnév követi (țísta drácu, țe̯á vále̯a ’az a völgy’, țíșta fráțil’ ’ezek a fivérek’), de olykor artikulus nélküli: țísta drác.

#### A tárgy
A románnal ellentétben a személynévvel kifejezett tárgyat nem jelzi elöljárószó: Să dărǫ́m ună cárti să la pę́ră fitšóru picuráril’ ’Írjunk levelet, hogy a juhászok öljék meg a fiút’.
A tárgyra való előreutalás vagy visszautalás a neki megfelelő hangsúlytalan személyes névmással gyakoribb, mint a románban, és élettelen esetében is használják. Példák:
Pidúcl’ul ạu̯ bii̯ú sắndzili… pói̯a ạu̯ tăl’áră pidúcl’ul ’A tetű megitta a vért…, majd levágták a tetűt’ (szó szerint ’A tetű őt megitta a vért… majd őt levágták a tetűt’);
Dǫ́-ń l’a tǫ́l’ cǫ́ń ástăz, i̯ó si-ț l’a dáu̯ mél’ la tíni ’Add nekem a kutyáidat ma, én majd odaadom neked az enyéimet’ (szó szerint ’Add nekem őket kutyáid ma, én hogy neked őket adjam enyéim neked’);
Țí zúu̯ă să u fáțim núnta? ’Melyik napon legyen a lakodalom?’ (szó szerint ’Mi nap hogy őt csináljuk a lakodalmat?’) ;
Bărbátu u ạnvărte̯áști cása ’A férfira esik a háztartás neheze’ (szó szerint ’A férfi őt forgatja a házat’).

#### Az összehasonlító szerkezet
A középfokú összehasonlító szerkezetben a di kötőszó áll az előtt a szó előtt, amellyel az összehasonlítás történik, és a mai̯ határozószó (a ’-bb’ képző megfelelője) gyakrabban áll az állítmány előtt, mint a melléknév előtt: Cárne̯a di curșútă mai̯ nú-i̯ búnă di lu țérbu Az őzhús nem jobb a szarvasénál’. A felsőfokú szerkezetben ugyanaz a di áll az előtt a szó előtt, amely magába foglalja a hasonlított szót : nai̯márli di tóț ’a legnagyobb az összes közül’.

#### Személytelen igés szerkezetek
A meglenorománban gyakori a részes esetű személyes névmás + harmadik személyű visszaható névmás + személytelenül használt ige szerkezet: nú-l’ ți mắncă ’nem éhes’ (szó szerint ’neki nem evődik’), la si durme̯á ’álmosak voltak’ (szó szerint ’nekik alvódott’), nú-ń ți dúți ’nincs kedvem elmenni’ (szó szerint ’nekem nem menődik el’).

## Szókincs
A meglenoromán szókincse tartalmaz néhány, a trák-dák szubsztrátumból örökölt szót, alaprésze többségében a latinból örökölt szavakból áll, és gyarapodik egyrészt a szomszédos nyelvekből származó jövevényszavakkal, másrészt saját területén főleg képzéssel alkotott szavakkal.

### Örökölt szavak
A szubsztrátumból feltehetően azok a szavak maradtak fenn, amelyek az albán nyelvben is megvannak. Ezek többsége a többi keleti újlatin nyelvben is létezik, például năprǫ́tcă / năprắtcă ’törékeny gyík’ és țap ’bakkecske’, mások csak a meglenorománban, például daș ’a gyerekek számára háznál tartott bárány’.
A latinból örökölt szavakból kevesebb van, mint az arománban, de több, mint az isztrorománban. A meglenoromán 207 szavas Swadesh-listának a 90,33%-át latin szavak teszik ki. Egyes latin eredetű szavak nincsenek meg a többi keleti újlatin nyelvben, például dărto̯ári ’kisbalta’ (< DOLATORIA), sirbíri (< SERVIRE) ’szolgálni, dolgozni’, urdinári (< ORDINARE ’rendbe tenni’). A meglenorománban a corp ’test’ szó is örökölt, mikozben a románban, ugyanolyan alakban jövevényszó a latinból vagy a franciából.

### Jövevényszavak
A legrégibb jövevényszavak szláv eredetűek. Ezek a többi keleti újlatin nyelvvel közösek, például gol ’üres, meztelen’, lupátă ’lapát’, de̯ál, ’domb’, drag ’drága, kedves’. Az utólag átvett szláv szavak a macedónból származnak. Ezek közül a régebbiek egész Moglenában használtak, például tšítšă ’nagybácsi’, mátšcă ’macska’, trăpíri ’tűrni’, a legújabbak csak a mai Észak-Macedóniában beszélt nyelvjárásokban vannak meg: bólniță ’kórház’, dóguvor ’egyezmény, szerződés’, voz ’vonat’.
Görög jövevényszavai is vannak a meglenorománnak, bár kevesebb, mint az arománnak. Egyesek régebben átvettek és általánosak, például acsén / ăcsén ’idegen’ és píră ’láng’, mások újabbak és csak Görögországban használatosak, mint fos ’fény’, dechéoma ’igazság’ és révmă ’(villany)áram’.
A török nyelvből származó szavakból a keleti újlatin nyelvek közül a meglenorománban van a legtöbb. Ezek általában közösek a macedón nyelvvel: báftšă ’kert’, isáp ’számítás’, itš ’egyáltalán nem’.

### Szóképzés

#### Utóképzők
A legtöbb utóképző latin eredetű. Egyeseket hozzáadják a többi keleti újlatin nyelvvel közös szavakhoz, másokat közös szavakhoz, de anélkül, hogy a képzett szó meglenne a románban, megint másokat a meglenoromán által átvett jövevényszavakhoz (a példák ebben a sorrendben jelennek meg):
- -ár: murár ’molnár’, stirpár ’meddő juhokat legeltető juhász’, tšou̯lár ’cipész’;
- -át: uricl’át ’füles’, fărinát ’lisztes’, tšiclăzát ’fekete szemekkel a kalászában’ (búzafajtára vonatkozó);
- -e̯áță: virde̯áță ’zöldség’ (milyenségre utaló), flămunde̯áță ’éhség’;
- -eł (r, ț, tš, ș, z vagy j után -ǫ́ł) (hn.), -e̯áu̯ă (nn.): cățǫ́ł ’kiskutya’, fitšuréł ’legényke, fiúcska’, cumățǫ́ł ’darabocska’;
- -és, -e̯áscă: dumnés ’úri’, mul’ărés ’női’, ghi̯upțés ’cigány’ (melléknév);
- -íl’ă: bucuríl’ă ’öröm’, buníl’ă ’jóság’, ubăvíl’ă ’szépség’;
- -ími: nălțími ’magasság’, acrími ’savanyúság’ (milyenségre utaló);
- -mint: jurimínt ’eskü’, ạncălzimínt ’melegítés, fűtés’;
- -o̯áńă (területi változata -ǫ́ńă): lupo̯áńă ’nőstény farkas’, cucușǫ́ńă ’tyúktetű’, măndălo̯áńă ’retesz’;
- -ós, -o̯ásă: bărbós ’szakállas’, linós ’lusta’, călincós ’gránátalma-szerű’;
- -tór, -to̯ári: cumpărătór ’vevő, vásárló’, drumătór ’vándor, utas’, licuitór ’gyógyító’;
- -tšúni: gulitšúni ’üresség, meztelenség’, piritšúni ’hold fogyása’ (alapszava a períri ’elhalni’ ige), gălitšúni ’cirógatás’;
- -úră: bii̯utúră ’ital, ivás’, măncătúră ’étel, evés’, nărăntšătúră ’parancsolás’.

A nem latin utóképzőket jövevényszavakkal együtt vették át egy bizonyos nyelvből, de a termékenyeket örökölt és más nyelvből átvett szavakhoz is hozzáadják (példák ebben a sorrendben).
Régi szláv utóképzők:
- -án: vrăptšán ’veréb’, mijlucán ’középső fivér’;
- -că: chítcă ’virágcsokor’, flórcă ’furulya’, răsláncă ’nőstény oroszlán’;
- -íc, -ícă: tšubrícă ’csombor’, fitícă ’kislány’, burghíc ’csavarocska’;
- -íști: băńíști ’fürdők helye’, cătuníști ’egykori falu helye, păzăríști ’vásárhely’;
- -íță: bivulíță ’bivalytehén’, drăchíță ’nőstény ördög’, bighíță ’úrnő’;
- -úș, -úșă: be̯alúș ’fehéres’, mănúșă ’nyél, markolat’, cărălúș ’orsó’;
- -úșcă: gărdúșcă ’kicsi kerítés’, cățălúșcă ’nőstény kiskutya’, cădănúșcă madár- és rovarfaj neve.

Egyéb utóképzők:
- -e̯álă (változata -e̯ál’ă) (a macedónból): stre̯ál’ă ’villámcsapás’, nigre̯álă ’feketeség;
- -ítš (a szerb nyelvből): divítš ’vad(állat)’, chiăptănítš ’fésűcske’, cumătítš ’darabka’;
- -lǫ́c (a törökből): budalǫ́c ’hülyeség’, măgărlǫ́c ’szamárság’, prii̯atilǫ́c ’barátság’.

#### Előképzők
A latinból kevés előképző maradt fenn a meglenorománban:
- ạn- / ạm (< IN-): ạncălicári ’lóra szállni’, ạncl’igári ’alvasztani’, ạnturbári ’hergelni’ (ez utóbbi csak a meglenorománban);
- di-: dijugári ’járomból kifogni’, dipărtári ’eltávolodni, eltávolítani’;
- dis- / diz-: discărcári ’lerakni, kirakni’ (rakományt), dizgulíri ’lemezteleníteni’.

Az előképzők többsége szláv eredetű. Egyeseknek csak grammatikai funkciója van, igeszemléleteket és igejellegeket fejeznek ki (lásd fentebb Igeszemlélet és igejelleg), mások a szó lexikális jelentését is megváltoztatják. Ilyenek például:
- nă- (măncári ’enni’ > nămăncári ’jóllakni, jóllakatni’): Vę́ un izmichi̯ár ți nu pǫ́ti să nămănáncă di pǫ́i̯ni ’Volt egy olyan szolgája, akit nem bírt jóllakatni kenyérrel’;
- ni- tagadó előképző: nibún ’bolond’ (szó szerint ’nem jó’), lémn nidurát ’faragatlan fa’;
- răz- szétválasztást vagy szétosztást fejez ki (dári ’adni’ > răzdári ’szétosztani’): Răzde̯ádi dóu̯ă plățínț ’(Alamizsnaként) szétosztott két lepényt’.

## Példaszöveg
| GURA                                                                           |  | A SZÁJ                                                                                       |
| Ạń ám un ại̯ór plín di cál’ ál’bi. Sáldi un róș ăn méjluc túcu ạl’ clutsăi̯áști. |  | Fehér lovakkal teli istállóm van. Közepén csak az egyik piros, és folyton rúgdossa a többit. |
| Ugude̯á, tse-i?                                                                 |  | Mi az?                                                                                       |

## Egyéb külső hivatkozás
- Der letzte Pelikan (meglenorománokról szóló dokumentumfilm bemutatója). (Hozzáférés: 2018. május 17)